# Cor Fuhler
Cornelis „Cor“ Fuhler (* 3. Juli 1964 in Barger-Oosterveld; † 19. Juli 2020 in Turramurra bei Sydney, Australien) war ein niederländischer, später australischer Pianist, Keyboarder und Komponist, der seit 2010 in Sydney (Australien) lebte. Er war aktiv auf dem Gebiet des Jazz und der experimentellen elektroakustischen Musik. Er arbeitete mit Live-Elektronik und spielte auch selbst entworfene Instrumente wie die Keyoline, eine Violine mit Keyboard.

## Leben und Wirken
Fuhler erhielt seinen ersten Orgelunterricht im Alter von 10 Jahren, wechselte aber mehrfach die Instrumente, was seine Lehrer nicht verstanden, sodass er als Instrumentalist zunächst weitgehend Autodidakt war. Zwischen 1983 und 1989 studierte er am Sweelinck Conservatorium bei Niko Langenhuijsen, daneben nahm er Unterricht bei Misha Mengelberg. Noch während des Studiums am Amsterdamer Konservatorium gründete er ein Trio mit Bassist Jan Hans Berg und Schlagzeuger Martin van Duynhoven und das kammermusikalische Quintett Wakker op Zee.
1990 entstand sein Sextett Canabina Canabina mit dem Posaunisten Joost Buis, dem Oboisten Eduard Wesley (später ersetzt durch Maud Sauer bzw. den Klarinettisten Ab Baars), der Geigerin Alison Isadora, dem Synthesizerspieler Michiel Scheen und dem Kontrabassisten Jan Nijdam; unter dem Namen Carduelis Carduelis bestand das Ensemble, mit dem er eigene Werke aufführte, bis 1996. Mit Sänger Han Buhrs, Wilbert de Joode und Michael Vatcher bildete er 1991 die kollaborative Gruppe Diftong.
Fuhler spielte zwischen 1994 und 1997 als Keyboarder in der Fusionband der Brüder Bert und Jacques Palinckx, mit der er auf mehreren Alben zu hören ist. 1995 gründete er das Trio Fuhler/Bennink/de Joode, mit dem er 1998 das Album Bellagram und die Live-CD Zilch aufnahm. Für Wayang Detective, ein Schattenspiel für javanische Gamelanmusik und Improvisation, schrieb er 1996 das Skript und die Musik. 1999 realisierte er den Auftrag des Huis aan de Werf in Utrecht für das Musiktheaterstück Olympicnic für elektroakustische Musik, Super-8-Film, Schattenspiel und Sportler, an dem der Schlagzeuger Steve Heather und der Vokalist Jaap Blonk mitwirkte.
1999 nahm Fuhler mit DJ Cor Blimey and His Pigeon das Album 10 Songs in 62 Minutes and 23 Seconds auf. Mit seiner Gruppe Corkestra (mit Ab Baars, Tobias Delius, Anne La Berge, Andy Moor, Nora Mulder, Wilbert de Joode, Tony Buck, Michael Vatcher) nahm Fuhler 2004 das gleichnamige Album auf. 2006 versammelte er in der Gruppe Het Kabinet Musiker, die dort obsolet gewordene Instrumente wie die Stroh-Violine (Aleks Kolkowski), das Harmonium (Frank van Bommel), die Laute (Jacq Palinckx) und Glasharmonika (Michael Vatcher) spielen. Langjährig gehörte er als Pianist und Elektroniker zu dem internationalen Improvisationsensemble M.I.M.E.O. Weiterhin war er Mitglied der Gruppen Astronotes, Aardvark, der Flatland Kings, des Trios Delius/Lovens/Fuhler und des Gamelanensembles Wido Sari. Als Sideman arbeitete er u. a. mit Tristan Honsinger, George Lewis, Roswell Rudd, Otomo Yoshihide (New Jazz Orchestra), Jim Denley, Amanda Stewart, Evan Parker, Jim O’Rourke, Simon Nabatov, John Zorn, Bob Ostertag, Jon Rose, Ernst Reijseger, Peter van Bergen, Tobias Delius, I Wayan Sadra, Adama Dramé, Ikue Mori, Mark Feldman, Herr Seele, Jaap Blonk, Miya Masaoka und Frances-Marie Uitti.
Nach einem Forschungsaufenthalt an der Universität von Sydney seit 2013 promovierte Fuhler dort 2016 im Fach Komposition. 2017 veröffentlichte er sein Buch Disperse and Display über modulare Kompositionsstrategien und erweiterte Klaviertechniken. Neben der Forschung begann er, am Conservatorium of Music in Hobart und am Sydney Conservatorium of Music zu lehren. 2018 nahm er eine Stelle als Senior-Dozent für Ton- und Kreativmedienstudien am SAE Creative Media Institute in Sydney an.
Fuhler starb am 19. Juli 2020 in Turramurra bei Sydney.

## Diskographie
- Palinckx: Naked Girls from Tilburg, 1994
- 7 CC in 10 (Soloalbum), 1994–95
- Palinckx: Boder: Live in Zürich, 1996
- Palinckx: Psychedelic Years, 1996
- Fuhler/Bennink/de Joode: Bellagram, 1998
- M.I.M.E.O.: M.I.M.E.O., 1999 (mit Christian Fennesz, Gert-Jan Prins, Jérôme Noetinger, Justin Bennett, Kaffe Matthews, Keith Rowe, Markus Wettstein, Peter Rehberg, Phil Durrant, Rafael Toral, Richard Barrett, Thomas Lehn und Yannis Kyriakides)
- M.I.M.E.O.: Electric Chair + Table, 2000
- mit Gert-Jan Prins: The Flirts, 2001
- Fuhler/Bennink/de Joode: Tinderbox, 2002
- M.I.M.E.O.: Hands of Caravaggio, 2002
- Corkestra, 2004
- mit John Butcher, Rhodri Davies: HHHH, 2003–04
- Stengam, 2006
- Wenen. 2009
- Corkestra – GasStationSessions, 2011